# HARIO
HARIO株式会社（ハリオ）は、東京都中央区日本橋富沢町に本社をおく日本の耐熱ガラスメーカーであり、国内唯一の耐熱ガラス工場保有メーカーである。2012年（平成24年）9月にハリオグラス株式会社から社名変更。ガラスの王様「玻璃王（はりおう）」が由来。
創業時は理化学品を製造販売。1948年、耐熱ガラス「HARIO Glass」の特性と理化学品で培ったガラス加工の技術を生かし、コーヒーサイフォンの製作に着手。そこから家庭用分野に進出し、現在ではガラスに限らず、家庭で便利に愛される商品づくりを目指して、さまざまな素材を用い幅広い商品展開を行っている。
1990年代の環境ホルモン問題がクローズアップされた頃から、安心な素材を使用した製造を推進。現在も、天然素材である耐熱ガラス素材のリサイクルやグラスウール（断熱材）の材料としての再利用、SDGsの課題にも取り組んでいる。

## 製品

### 食器製品
創業以来、コーヒーサーバーやガラスの急須といった様々なガラス食器を社会に提案しており、後述のようにグッドデザイン賞を多数受賞するなど高い評価を受けている。
コーノ式ドリッパーを開発した珈琲サイフオン株式会社から円錐形ドリッパーの利用許諾を得て、2005年に発売で2007年にグッドデザイン賞を受賞した円錐形でスパイラルの凹凸が入ったコーヒー用ドリッパー『HARIO V60』が、2010年バリスタ世界チャンプなどが利用し、インターネットを通じて一気にヒットし、世界の定番となった。
以下グッドデザイン受賞製品
- 1972年 - 『フリーザーポット』
- 1977年 - 『パイ皿』『浅型ボール』『ファンシーテンダー』『プレートウェア』
- 1982年 - 『ティーポット・モーニング』
- 1983年 - 『電動コーヒーミル・シャトル』
- 1984年 - 『ドライウェア』『ドライテンダー』
- 1990年 - 『コーヒーサーバー・トライアングル』
- 1991年 - 『ミネラルポット』
- 1994年 - 『ミクロップ』
- 2000年 - 『サイクルウェア』『小さな密封容器』『哺乳瓶』
- 2002年 - 『耐熱ガラス製・レンジ釜』
- 2003年 - 『耐熱タンブラー』
- 2004年 - 『ピタッとレンジ角』『スタックカップ』『色でお知らせ！飲みごろチェック哺乳瓶』
- 2006年 - 『角大鉢』『角小鉢』
- 2007年 - 『V60透過ドリッパー』『レンジサーバー クリア』『医王山ポット メタル』
- 2010年 - 『ヌーバ・調味料入れドロップ』『サイクルパック』『ハンディーマグ』
- 2011年 - 『ティーポットマイン』『ウォータージャグ』『ワンコプレート』

### 工業製品
自動車用非球面レンズの生産を中心とし、フォグレンズ等様々なプレス製品を生産している。カミオカンデに使用された光電子増倍管のガラスバブルの素材には耐水性が高い「ハリオ32」が使用された。

## ガラスの楽器
2003年以降、世界初のガラスのバイオリン、チェロ・ビオラ、世界最大ガラス楽器・ガラスの琴、ガラスのコーンスピーカー、そして2010年には日本伝統和楽器の笛・小鼓・大鼓・太鼓の製作に成功している。ガラス素材は湿気に強く、硬度が高いため、ゆがみが少ないといった特徴があり、特に低音域では迫力の良音を出すことができる。

## 文化財

### 登録有形文化財（建造物）
ハリオグラスビル
1932年（昭和7年）建築：鉄筋コンクリート造地上3階地下1階建、建築面積：394m2、登録年月日：2003年（平成15年）7月1日、所有者:ハリオテック株式会社、（種別：産業3次、登録基準：造形の規範となっているもの）
解説文 - 北西角の角切り部に営業室玄関を設け、北及び西面に溝彫を施したコリント式大オーダーを廻す。銀行支店建築の好例で、設計は川崎貯蓄銀行建築課、施工は竹中工務店。現在は耐熱ガラス食器会社のショールームを兼ねた本社ビルとして活用されている。

## CM
- 『美味しさの秘密編』:  紺野美沙子
- 『ゆっくりと編』:  紺野美沙子

## 沿革
- 1921年 - 東京・神田須田町に柴田弘製作所を創立。理化学用硝子器具の製造・販売を開始する。
- 1940年 - 台東区上野花園町（現・池之端3丁目及び上野公園）に工場及びガラスるつぼ炉建設。ガラス溶融の研究に着手。
- 1947年 - ヒロム印ビーカー、フラスコ、シャーレ、冷却器製造開始。
- 1949年 - 「ハリオガラス」の溶融に成功。
- 1951年 - 東京都江東区白河に硝子溶融炉を設備。一貫作業の深川工場を新設。
- 1955年 - 新工場に業界初の硬質1級ガラス「ハリオガラス」用タンク炉完成。
- 1957年 - 深川工場分離。柴田ハリオ硝子株式会社を設立。コーヒーサイフォン「S7型サイフォン」発売。
- 1961年 - JIS表示許可工場（化学分析ガラス器具・ガラス管棒）認定。
- 1962年 - ハリオビル落成。
- 1964年 - 耐熱ガラス食器販売部門を分離独立、「ハリオ株式会社」（旧・ハリオ商事株式会社）を設立。
- 1965年 - 「フリーザーポットの一号型」を発売。
- 1968年 - 硬質1級「ハリオ-32ガラス」開発に成功、量産に入る。
- 1969年 - 耐熱ガラス製保存容器初代「サイクルウェア」発売。
- 1971年 - 古河工場完成・生産開始。
- 1972年 - 「直接通電式ガラス溶融炉」の開発に成功。同設備による本格生産に入る。
- 1979年 - 「ハリオール」発売。
- 1980年 - 自動車前照灯用レンズ分野に進出。
- 1983年 - 「直接通電式ガラス溶融炉」科学技術庁長官賞受賞。本社を東京都中央区日本橋に移転。資本金4,000万円に増資。古河工場に世界初のコンピュータ制御によるガラス製品の多種少量生産ラインを完成。本格生産に入る。
- 1985年 - 古河工場を分離独立させ、「シバタグラス株式会社」を設立、資本金3億円。
- 1987年 - ハリオ株式会社、資本金1億円に増資。
- 1988年 - ガラスの急須「茶茶」発売。中国・沈陽玻璃儀器廠へのプラント完成。ハリオ株式会社、発祥の地東京都江東区白河に移転。
- 1992年 - イタリア・ヴェトリエ社に対し、硼珪酸ガラスの電気溶融技術供与契約締結。
- 1993年 - 中国・沈陽玻璃儀器廠へのプラント完成。ハリオ株式会社、発祥の地東京都江東区白河に移転。
- 1997年 - 資本金4億円に増資。
- 1999年 - ハリオ株式会社、シバタグラス株式会社と合併。「ハリオグラス株式会社」設立、 資本金4億5千万円に増資。 ハリオロジテム（ハリオ物流センター）設立。
- 2000年 - 古河工場、ISO9001認定工場となる。  本社を東京都中央区日本橋富沢町9-3に移転。
- 2001年 - ガラスの急須「茶々急須」発売。古河工場、ISO14001認定工場となる。世界初、ガラスのバイオリン製作。
- 2003年 - 日本橋本社ビルが「貴重な国民的財産」として文部科学大臣により登録有形文化財に登録される（登録番号13-0148）。
- 2004年 - ガラスのチェロ・ビオラ製作。
- 2005年 - 「V60透過ドリッパー」発売。
- 2006年 - ハリオテック株式会社（旧シバソン）設立。ハリオ物流センター　新社屋完成。世界最大手吹きガラス、ガラスの琴製作。
- 2007年 - ガラスの尺八製作。
- 2008年 - ガラスのコーンスピーカー「玻璃音」
- 2010年 - HARIO (Shanghai) Co., Ltd. 設立。ガラスの大鼓・小鼓・笛・締太鼓制作。「フタがガラスのタジン鍋」発売。
- 2011年 - ハリオサイエンス株式会社、設立。「フタがガラスのご飯釜」発売。
- 2012年 - HARIO Korea Co., Ltd. 設立。ハリオグラス株式会社、ハリオテック株式会社と合併。「HARIO株式会社」を設立。資本金4億8千万円に増資。
- 2013年 - HARIOランプワークファクトリー設立。HARIO Paper filter Factory inアムステルダム設立。
- 2014年 - HARIO ASIA PTE. LTD. 設立。株式会社ハリオ商事 設立。HARIO USA , INC. 設立。
- 2015年 - ランプワークファクトリー株式会社 設立。HARIO EUROPE B. V. 設立。
- 2016年 - 福岡営業所 開所。HIROIA COMMUNICATIONS PTE., LTD. 設立。
- 2018年 - PT HARIOCAFE INDONESIA 設立。HARIO USA, Inc. NY Branch 設立。HARIO TECH (WUXI) CO.,LTD. 設立。
- 2019年 - 広島営業所 開所。

## 事業所
- 東京本社
- 茨城県古河工場
- 大阪営業所
- 名古屋営業所
- 福岡営業所
- 広島営業所
- 札幌営業所

## 関連会社
- ハリオサイエンス株式会社 - HARIO 理化学品の販売、ガラス加工技術の開発。
- ハリオランプワークファクトリー株式会社 - 耐熱ガラスの手加工、アクセサリー・装飾食器の企画・製造・販売。
- 株式会社ハリオロジテム - HARIO 耐熱ガラス製品の組み立て。
- 株式会社ハリオ商事 - 珈琲事業・資源事業・ＩＴ事業、耐熱ガラス食器・コーヒー器具の企画・販売。
- HARIO Asia Pte. Ltd.
- HARIO (Shanghai) Co., Ltd.
- HARIO Korea Co., Ltd.
- HARIO TAIWAN CO., Ltd.
- HARIO Europe B.V.
- HARIO USA, Inc.

## ギャラリー
- 公道の交差点より見る（2015年10月29日）
- エントランス周り（2015年10月29日）
- サブエントランス周り（2015年10月29日）
- 公道の西南面から見る（2015年10月29日）
- HARIO CAFE & Lampwork Factory名古屋店（2021年）

### 注
1. ↑  「HARIO Glass」は国内工場で生産されている天然素材を用いたHARIOの耐熱ガラスのこと。
2. ↑  ハリオグラスビル - 国指定文化財等データベース（文化庁）。